# インターレイルパス
インターレイルパス（InterRail）は、ヨーロッパに6ヶ月以上滞在する場合に購入できる鉄道パスで、ヨーロッパ31カ国(後述)全てが対象となるグローバル・パスと、その内の1ヶ国のみが対象のワンカントリー・パスがある。地域内の列車に自由に乗車できるが、一部の高速列車や夜行列車は追加料金が必要となる。価格は、旅行者向けのユーレイルパスよりも割安である。

## 対象国
- オーストリア
- ベルギー
- ボスニア・ヘルツェゴビナ
- ブルガリア
- クロアチア
- チェコ
- デンマーク
- フィンランド
- フランス
- ドイツ
- イギリス
- ギリシア
- ハンガリー
- アイルランド
- イタリア
- ルクセンブルク
- マケドニア
- モンテネグロ
- オランダ
- ノルウェー
- ポーランド
- ポルトガル
- ルーマニア
- セルビア
- スロバキア
- スロヴェニア
- スペイン
- スイス
- スウェーデン
- トルコ